# ハゼ
ハゼは、条鰭綱スズキ目ハゼ亜目（ハゼあもく、Gobioidei）に分類される魚の総称。Fishes of the World 5th Edition(2016)では、ハゼ科などを含む分類階級としてGobiiformes目がある。Gobiiがハゼを意味し、formesが形や見た目を意味する。

## 概要
成体の体長は1cm足らずのゴマハゼから、50cmを超えるハゼクチまで種類によって差がある。よく見られるヨシノボリ、アゴハゼ、マハゼなどはいずれも5-15cmほどの小魚である。なお、ゴマハゼの仲間は、日本最小の脊椎動物である。
体の断面はまんじゅう形か円形で、水底に接して生活する底生魚が多い。ひれは体に対して大きめなこと、背びれが2つあること、2つの腹びれが融合して吸盤状になっていることなどが特徴である。この腹びれで水底や壁に貼りつくことができ、水の流れが速い環境でも水に流されず生息できる。ただし背びれが1つしかないミミズハゼやシロウオ、腹びれが吸盤状でないドンコやカワアナゴなどもいる。
速く泳ぐ時は他の魚のように尾びれを振って泳ぐが、普通は主に胸びれを大きくはばたかせることで泳ぐ。長い距離を持続的に泳ぐことは苦手で、短い距離をサッと泳ぐことの繰り返しで移動する。ただし水の中層でホバリングするように泳ぐキヌバリ、ウキゴリ、ドロメ、シロウオなどもいる。またトビハゼやムツゴロウは水中を泳ぐことは少なく、胸びれを使って干潟の上を這って生活する特殊な魚である。
運動能力の低い底生魚ゆえ、体色は砂底や岩の色に合わせた保護色となっている種が多い。ただし温暖な海にはキヌバリ、イトヒキハゼ、ハタタテハゼなど派手な体色をもったハゼも生息する。シロウオなど透明な体色のものもいる。

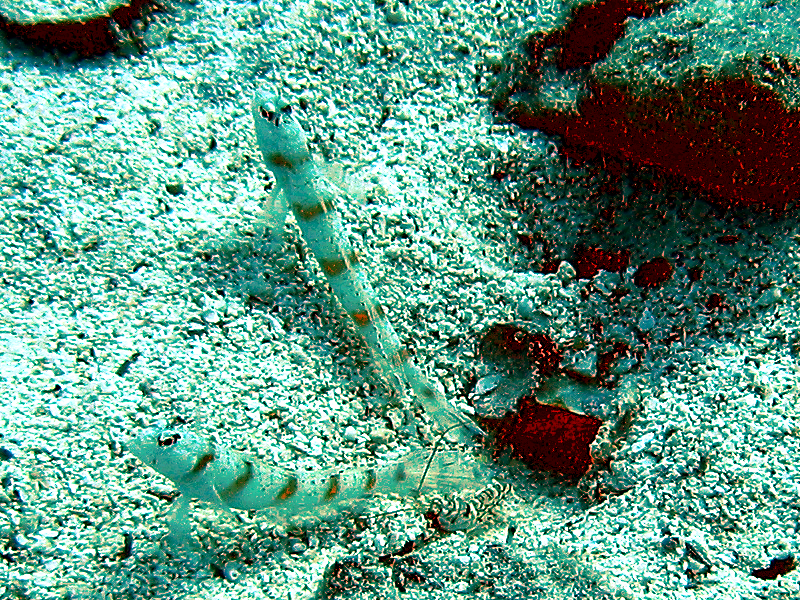
テッポウエビの一種Alpheus sp. と共生するダテハゼ属の一種 Amblyeleotris sp.

スジハゼ、イトヒキハゼ、ネジリンボウなど、砂泥底に生息するハゼは、テッポウエビ類の巣穴に同居し、共生することが知られている。テッポウエビは巣穴の改修と拡張を行い、ハゼは外敵が接近した時に視力の悪いテッポウエビ類に代わって外敵をいち早く発見し、テッポウエビに知らせて共に巣穴に潜り込む。
繁殖期にはオスが巣穴にメスを誘い、産卵を行う。巣穴は自分で作ったり、エビやカニの巣穴、捨てられた空き缶など種類や環境によって様々である。産卵後はオスが卵を守る。
藻類や水底の有機物（デトリタス）を主食にする種もいるが、ほとんどのハゼは肉食である。プランクトン、多毛類、甲殻類、小魚などを大きな口で捕食する。

## 主な種類
種類数は現在発見されているものだけで2200種類(未分類も含む)を超える。かつて1種類とされていたが種分化の研究が進み、何種類にも分けられるようになったヨシノボリ類などの例もある。未発見・未分類の種もあり、これからも種類が増えるとみられる。分類は瀬能ほか(2021)に従う。
なお、ツムギハゼは、ハゼの仲間で唯一、フグ毒と同じテトロドトキシンを持っている。

### 生息域
- サンゴ礁 - ハタタテハゼ、ネジリンボウなど
- 岩礁海岸のタイドプールなど - アゴハゼ、ドロメ、チャガラ、キヌバリなど
- 内湾の砂泥底 - マハゼ、ウロハゼ、ヒメハゼ、イトヒキハゼなど
- 干潟 - トビハゼ、ムツゴロウ、ワラスボ、ハゼクチなど
- 汽水域 - ゴマハゼ、ミミズハゼ、シマハゼ、アベハゼ、バンブルビーゴビー ツムギハゼなど
- 海と川を回遊 - チチブ、ヨシノボリ、シロウオ、ウキゴリ、ボウズハゼ、カワアナゴなど
- 淡水域 - ドンコなど

### 分類
- ツバサハゼ科 Rhyacichthyidae - ツバサハゼ　絶滅危惧IA類 (CR)（環境省レッドリスト）など
- ドンコ科 Odontobutidae - ドンコなど
- Milyeringidae
- カワアナゴ科 Eleotridae - カワアナゴ、ヤナギハゼなど
- ノコギリハゼ科 Butidae - ホシマダラハゼ 絶滅危惧II類 (VU)（環境省レッドリスト）、マーブルゴビーなど
- Thalasseleotrididae
- ハゼ科 Gobiidae
  - オクスデルクス亜科 Oxudercinae - ムツゴロウ、トビハゼ、マハゼ、アベハゼ、ウキゴリ、チチブ、ヨシノボリ、シロウオ、ボウズハゼ、ワラスボなど Fishes of the World 5th Edition(2016)では本亜科を科として独立させている。
  - ハゼ亜科 Gobiinae - ウロハゼ、クモハゼ、スジハゼ、ヒメハゼ、オオメワラスボ、シラスウオなど

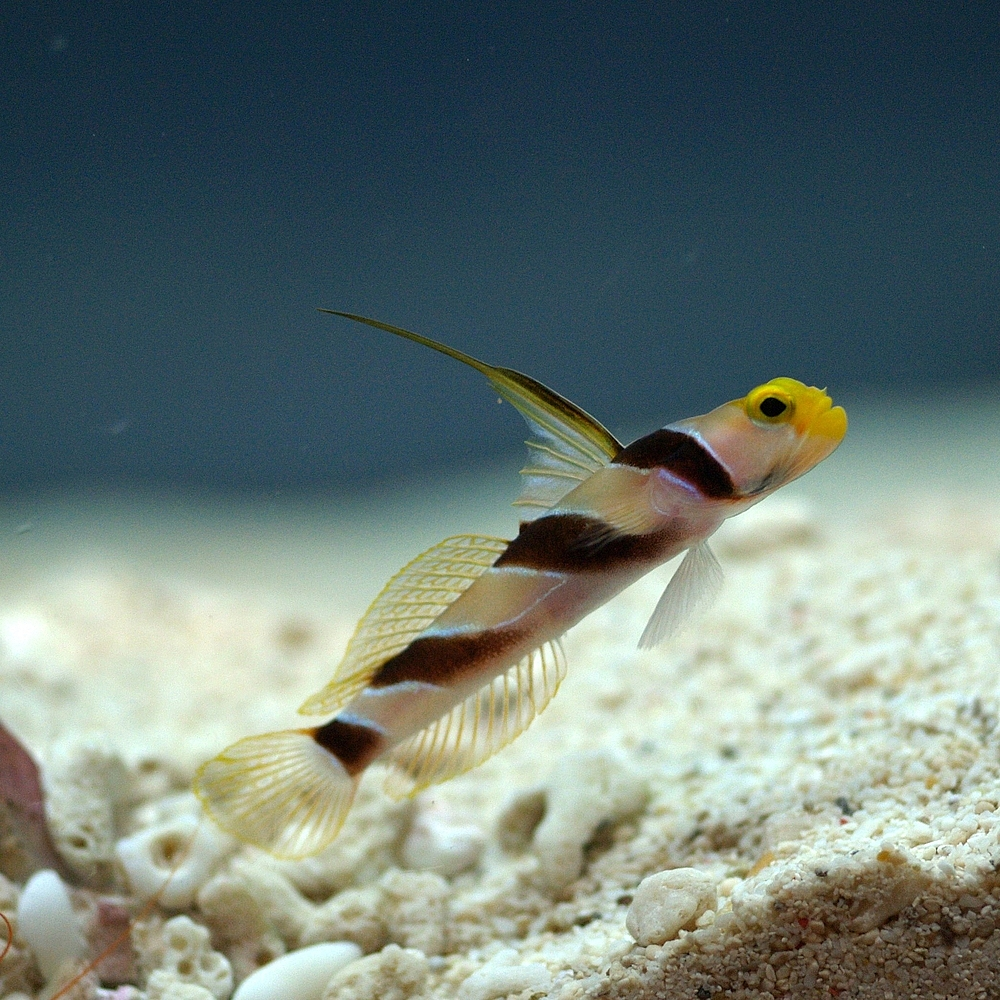
ヒレナガネジリンボウ

なおカジカ、カサゴ、ギンポ、コチなどはハゼと形態がよく似ているが、分類が異なる。

## 利用
食用になるマハゼなどは釣り・漁業の対象になる。ルアーを含む釣り餌に貪欲に喰らいつき、東京湾のような都市部の海岸や海岸近くに浮かべた船からでも手軽に数多く釣れるので、ハゼ釣りは人気がある。他の魚種を狙った釣りの、いわゆる「餌獲り」や「外道」としてもなじみ深い。
何にでもガツガツと飛びつく人、またはそのような行動を「ダボハゼ」と形容することがある。ダボハゼは特定の種類を指さず、シマハゼ、チチブ、イトヒキハゼ、ウロハゼ、または姿の似たカジカ類などを指していると思われる。
多くの種類が佃煮、唐揚げ、天ぷらなどで食用になり、 宮城県仙台市など一部の地方では、ハゼの焼き干し（焼きハゼ）を正月の伝統的な雑煮の出汁として使われ、高級魚とされている。 ハタタテハゼやキヌバリなどの美しい種類は観賞用として飼育もされる。目にする機会も多い上に捕獲も簡単で、昔から子どもたちの水遊びのターゲットにもなってきた。なお「ハゼ」という呼称は陰茎の古称「はせ」に由来するとされる。
食用にする場合、ハゼ類は傷みやすいので活かして持ち帰るか、氷などで締めて持ち帰らないと生臭い臭いが発生して食べることができなくなるので注意する必要がある。

### 日本での水揚げ漁港
- 平成14年度

1位 八幡浜漁港（愛媛県）
2位 柴漁港（神奈川県）
3位 麻生漁港（茨城県）
4位 美濃崎漁港（大分県）
5位 志戸崎漁港（茨城県）